# آنری گرگوار
آنری گرگوار (فرانسوی: Henri Grégoire‎؛ ۴ دسامبر ۱۷۵۰ – ۲۸ مه ۱۸۳۱) کشیش کاتولیک فرانسوی، اسقف مشروطه بلوآ و یک رهبر انقلابی بود. او یکی از پیشگامان مخالفت با برده‌داری و از پشتیبانان حق رأی عمومی بود. آنری گرگوار از بنیان‌گذاران دفتر مختصات فرانسه، بنیاد فرانسه و هنرستان ملی هنرها و صنایع دستی بود.